# Copa São Paulo de Futebol Júnior
A Copa São Paulo de Futebol Júnior, também conhecida como Copinha, é uma competição de futebol masculino do Brasil. Organizada pela Federação Paulista de Futebol (FPF), é disputada pelas categorias de base de clubes de todo o Brasil e ocasionalmente estrangeiros desde 1969.

## História

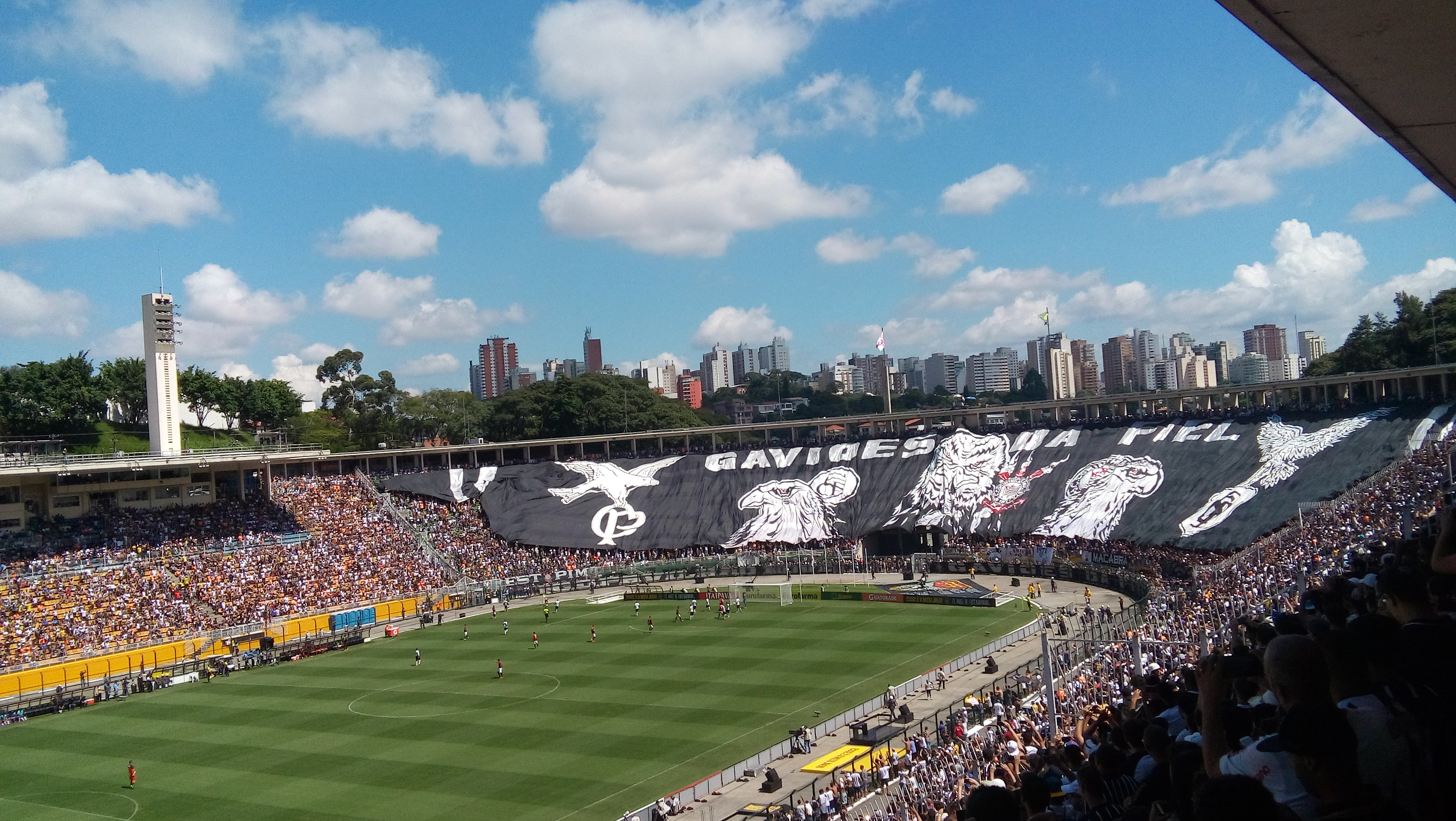
47.ª final, entre Corinthians e Flamengo, no Pacaembu.

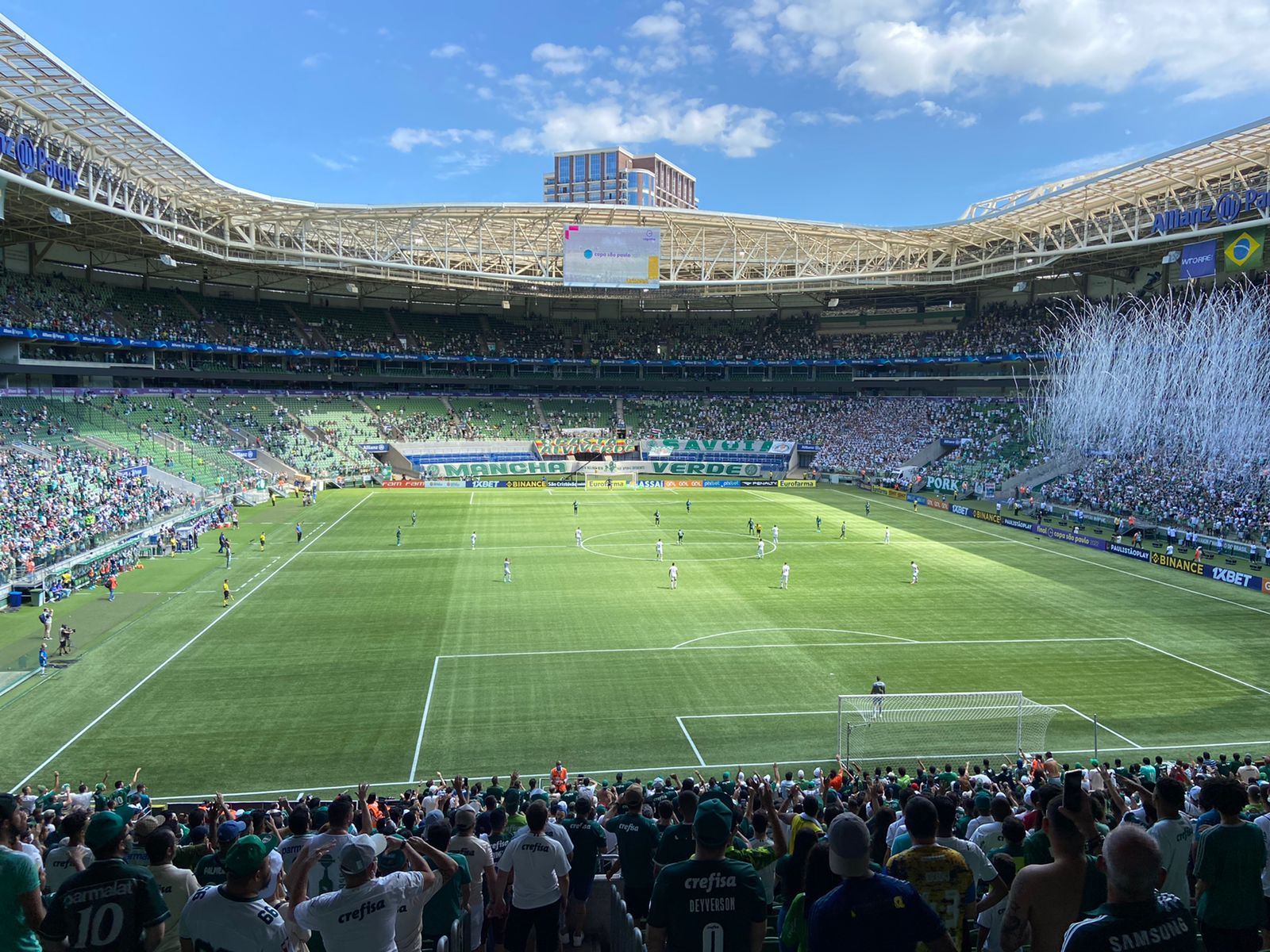
52.ª final, entre Palmeiras e Santos, no Allianz Parque.

Originalmente a competição era chamada de Taça São Paulo de Juvenis, categoria que teve o nome e a idade limite alterado para Juniores em 20 anos no ano de 1981, e era organizada pela Prefeitura de São Paulo, e não pela FPF. Em 1987, o então prefeito Jânio Quadros decidiu não arcar com a Taça São Paulo, que não foi realizada naquele ano.
Disputada desde 1969, acontece sempre no início do ano, de modo que a final seja disputada em 25 de janeiro (dia do aniversário da cidade de São Paulo), no Pacaembu (algumas vezes por motivos externos, o local é alterado). Até 1970, a competição só recebia clubes do estado de São Paulo, mas, a partir de 1971, a competição passou a receber clubes de todo o Brasil. Desde então, a Copinha, apelido dado a competição, é um torneio muito observado por imprensa, torcida, empresários e clubes, uma vez que é considerada a principal oportunidade para se descobrir futuros craques do futebol brasileiro.

### Equipes estrangeiras
Entre 1993 e 1997, a FPF convidou equipes estrangeiras para participarem da disputa: Boca Juniors (Argentina), Peñarol (Uruguai), Cerro Porteño (Paraguai), Nagoya Grampus e Tokyo Verdy (ambos do Japão), além das seleções Sub-20 do Japão e da China. Os primeiros clubes estrangeiros a participarem da competição foram o Providencia (do México, em 1980), o Vélez Sarsfield (da Argentina, em 1981 e 1982) e o Bayern de Munique (da Alemanha, em 1985). Como todas elas caíram na primeira fase, a organização da Copinha abandonou a ideia, mas, em 2010, uma nova equipe estrangeira foi convidada para a disputa: o Al-Hilal, da Arábia Saudita. Em 2014, o Kashiwa Reysol, por motivo de patrocínio, participou da competição e foi a primeira equipe estrangeira a passar de fase.

### Mudança para Sub-18
A partir de sua 41.ª edição, em 2010, a FPF regulamenta a competição admitindo times formados por atletas pertencentes à categoria Sub-18 e passa a chamá-la de Copa São Paulo de Futebol Sub-18. Ainda que não exista a alteração do nome da competição no site da FPF, esta passa a publicar a competição pela nova nomenclatura, sendo divulgada assim pelos meios de comunicação que fazem sua cobertura, inclusive as transmissões televisivas de TV aberta e fechada.
Na edição de 2013, a competição voltou a ser Sub-20. E, a partir da edição de 2021, podendo ser inscritos até três jogadores que completem 21 anos no ano da competição. O regulamento da competição é divulgado a cada temporada, mas geralmente a idade mínima é de 15 anos.

## Edições

### Campeões por edição
| \| Ano(- v - d - e ) \| Sede da final \| Final \| Final \| Final \| Semifinalistas \| Semifinalistas \| \| Ano(- v - d - e ) \| Sede da final \| Campeão \| Placar \| Vice-campeão \| Semifinalistas \| Semifinalistas \| \| ------------------------------------- \| ------------------------- \| ------------------------- \| ------------------------- \| ------------------------- \| ---------------------------- \| ------------------------- \| \| 1969 Detalhes \| C.E. Vicente Ítalo Feola \| Corinthians \| 1 – 0 \| Nacional-SP \| Juventus-SP \| Palmeiras \| \| 1970 Detalhes \| C.E. Vicente Ítalo Feola \| Corinthians \| 4 – 2 \| Palmeiras \| Santos \| Juventus \| \| 1971 Detalhes \| C.E. de Pirituba \| Fluminense \| 4 – 4 (pro) 4 – 3 (pen) \| Botafogo \| Ponte Preta \| Nacional-SP \| \| 1972 Detalhes \| Pacaembu \| Nacional-SP \| 2 – 1 \| Internacional \| Guarani \| São Paulo \| \| 1973 Detalhes \| Parque São Jorge \| Fluminense \| 2 – 0 (pro) \| Corinthians \| São Paulo \| Grêmio \| \| 1974 Detalhes \| Pacaembu \| Internacional \| 2 – 1 (pro) \| Portuguesa \| Campo Grande \| Palmeiras \| \| 1975 Detalhes \| Pacaembu \| Atlético Mineiro \| 0 – 0 (pro) 5 – 3 (pen) \| Ponte Preta \| América Mineiro \| Palmeiras \| \| 1976 Detalhes \| Parque São Jorge \| Atlético Mineiro \| 1 – 0 \| Corinthians \| Cruzeiro \| Portuguesa \| \| 1977 Detalhes \| Morumbi \| Fluminense \| 2 – 1 (pro) \| Ponte Preta \| Internacional \| Juventus-SP \| \| 1978 Detalhes \| Pacaembu \| Internacional \| 0 – 0 5 – 4 (pen) \| Corinthians \| Palmeiras \| Santos \| \| 1979 Detalhes \| Canindé \| Marília \| 2 – 1 \| Fluminense \| Portuguesa \| Juventus-SP \| \| 1980 Detalhes \| Pacaembu \| Internacional \| 3 – 0 \| Atlético Mineiro \| Matsubara \| Corinthians \| \| 1981 Detalhes \| Pacaembu \| Ponte Preta \| 1 – 0 \| São Paulo \| Internacional (3.º lugar) \| Santos (4.º lugar) \| \| 1982 Detalhes \| Pacaembu \| Ponte Preta \| 2 – 1 \| Santos \| Atlético Mineiro (3.º lugar) \| Palmeiras (4.º lugar) \| \| 1983 Detalhes \| Palestra Itália \| Atlético Mineiro \| 2 – 1 \| Botafogo-SP \| Grêmio (3.º lugar) \| Santos (4.º lugar) \| \| 1984 Detalhes \| Canindé \| Santos \| 2 – 1 \| Corinthians \| São Paulo (3.º lugar) \| Nacional-SP (4.º lugar) \| \| 1985 Detalhes \| Pacaembu \| Juventus-SP \| 1 – 0 \| Guarani \| Internacional (3.º lugar) \| Santos (4.º lugar) \| \| 1986 Detalhes \| Pacaembu \| Fluminense \| 2 – 0 \| Ponte Preta \| Juventus-SP (3.º lugar) \| América-SP (4.º lugar) \| \| 1987 \| Não foi disputada[nota 1] \| Não foi disputada[nota 1] \| Não foi disputada[nota 1] \| Não foi disputada[nota 1] \| Não foi disputada[nota 1] \| Não foi disputada[nota 1] \| \| 1988 Detalhes \| Olímpico da USP \| Nacional-SP \| 3 – 0 \| América-SP \| Joinville (3.º lugar) \| Matsubara (4.º lugar) \| \| 1989 Detalhes \| Pacaembu \| Fluminense \| 1 – 0 \| Juventus-SP \| Internacional (3.º lugar) \| Portuguesa (4.º lugar) \| \| 1990 Detalhes \| Pacaembu \| Flamengo \| 1 – 0 \| Juventus-SP \| São Paulo (3.º lugar) \| Internacional (4.º lugar) \| \| 1991 Detalhes \| Pacaembu \| Portuguesa \| 4 – 0 \| Grêmio \| São Paulo (3.º lugar) \| Goiás (4.º lugar) \| \| 1992 Detalhes \| Pacaembu \| Vasco da Gama \| 1 – 1 5 – 3 (pen) \| São Paulo \| Santa Tereza (3.º lugar) \| Corinthians (4.º lugar) \| \| 1993 Detalhes \| Pacaembu \| São Paulo \| 4 – 3 \| Corinthians \| Vitória (3.º lugar) \| Portuguesa (4.º lugar) \| \| 1994 Detalhes \| Pacaembu \| Guarani \| 1 – 1 (pro) 3 – 0 (pen) \| São Paulo \| Internacional (3.º lugar) \| Londrina (4.º lugar) \| \| 1995 Detalhes \| Canindé \| Corinthians \| 3 – 2 (pro) \| Ponte Preta \| GE Novorizontino (3.º lugar) \| São Paulo (4.º lugar) \| \| 1996 Detalhes \| Pacaembu \| América Mineiro \| 2 – 1 \| Cruzeiro \| Paulista (3.º lugar) \| Nacional-SP (4.º lugar) \| \| 1997 Detalhes \| Canindé \| Lousano Paulista[nota 2] \| 1 – 1 (pro) 4 – 3 (pen) \| Corinthians \| Santos (3.º lugar) \| Guarani (3.º lugar) \| \| 1998 Detalhes \| Morumbi \| Internacional \| 1 – 1 (pro) 4 – 3 (pen) \| Ponte Preta \| Cruzeiro (3.º lugar) \| Flamengo (4.º lugar) \| \| 1999 Detalhes \| Pacaembu \| Corinthians \| 1 – 0 \| Vasco da Gama \| América Mineiro (3.º lugar) \| Ponte Preta (4.º lugar) \| \| 2000 Detalhes \| Pacaembu \| São Paulo \| 2 – 1 \| Juventus-SP \| Guarani (3.º lugar) \| Santos (4.º lugar) \| \| 2001 Detalhes \| Pacaembu \| Roma Barueri[nota 3] \| 4 – 4 6 – 5 (pen) \| São Paulo \| Primavera (3.º lugar) \| Bragantino (4.º lugar) \| \| 2002 Detalhes \| Canindé \| Portuguesa \| 1 – 0 \| Cruzeiro \| Ponte Preta (3.º lugar) \| Grêmio (3.º lugar) \| \| 2003 Detalhes \| Pacaembu \| Santo André \| 2 – 2 5 – 3 (pen) \| Palmeiras \| Inter de Limeira (3.º lugar) \| Vasco da Gama (4.º lugar) \| \| 2004 Detalhes \| Pacaembu \| Corinthians \| 2 – 0 \| São Paulo \| Coritiba \| Palmeiras \| \| 2005 Detalhes \| Pacaembu \| Corinthians \| 3 – 1 \| Nacional-SP \| Iraty \| Paraná \| \| 2006 Detalhes \| Pacaembu \| América-SP \| 0 – 0 3 – 1 (pen) \| Comercial \| Juventus-SP \| Grêmio Barueri \| \| 2007 Detalhes \| Pacaembu \| Cruzeiro \| 1 – 1 6 – 5 (pen) \| São Paulo \| Atlético Paranaense \| São Bernardo \| \| 2008 Detalhes \| Nicolau Alayon \| Figueirense \| 2 – 0 \| Rio Branco-SP \| Internacional \| São Paulo \| \| 2009 Detalhes \| Pacaembu \| Corinthians \| 2 – 1 \| Atlético Paranaense \| São Paulo \| Avaí \| \| 2010 Detalhes \| Pacaembu \| São Paulo \| 1 – 1 3 – 0 (pen) \| Santos \| Juventude \| Palmeiras \| \| 2011 Detalhes \| Pacaembu \| Flamengo \| 2 – 1 \| Bahia \| América Mineiro \| Desportivo Brasil \| \| 2012 Detalhes \| Pacaembu \| Corinthians \| 2 – 1 \| Fluminense \| Atlético Paranaense \| Coritiba \| \| 2013 Detalhes \| Pacaembu \| Santos \| 3 – 1 \| Goiás \| Bahia \| Palmeiras \| \| 2014 Detalhes \| Pacaembu \| Santos \| 2 – 1 \| Corinthians \| Atlético Mineiro \| Fluminense \| \| 2015 Detalhes \| Pacaembu \| Corinthians \| 1 – 0 \| Botafogo-SP \| São Paulo \| Palmeiras \| \| 2016 Detalhes \| Pacaembu \| Flamengo \| 2 – 2 4 – 3 (pen) \| Corinthians \| Cruzeiro \| América Mineiro \| \| 2017 Detalhes \| Pacaembu \| Corinthians \| 2 – 1 \| Batatais \| Paulista \| Juventus-SP \| \| 2018 Detalhes \| Pacaembu \| Flamengo \| 1 – 0 \| São Paulo \| Internacional \| Portuguesa \| \| 2019 Detalhes \| Pacaembu \| São Paulo \| 2 – 2 3 – 1 (pen) \| Vasco da Gama \| Corinthians \| Guarani \| \| 2020 Detalhes \| Pacaembu \| Internacional \| 1 – 1 3 – 1 (pen) \| Grêmio \| Corinthians \| Oeste \| \| 2021 \| Não foi disputada[nota 4] \| Não foi disputada[nota 4] \| Não foi disputada[nota 4] \| Não foi disputada[nota 4] \| Não foi disputada[nota 4] \| Não foi disputada[nota 4] \| \| 2022 Detalhes \| Allianz Parque \| Palmeiras \| 4 – 0 \| Santos \| São Paulo \| América Mineiro \| \| 2023 Detalhes \| Canindé \| Palmeiras \| 2 – 1 \| América Mineiro \| Goiás \| Santos \| \| 2024 Detalhes \| Neo Química Arena \| Corinthians \| 1 – 0 \| Cruzeiro \| Novorizontino \| Flamengo \| \| 2025 Detalhes \| Pacaembu \| São Paulo \| 3 – 2 \| Corinthians \| Grêmio \| Criciúma \| \| Conquistou o título de forma invicta. \| \| \| \| \| \| \| |                          |                   |                         |                     |                              |                           |
| Ano() | Sede da final            | Final             | Final                   | Final               | Semifinalistas               | Semifinalistas            |
| Ano() | Sede da final            | Campeão           | Placar                  | Vice-campeão        | Semifinalistas               | Semifinalistas            |
| 1969 Detalhes | C.E. Vicente Ítalo Feola | Corinthians       | 1 – 0                   | Nacional-SP         | Juventus-SP                  | Palmeiras                 |
| 1970 Detalhes | C.E. Vicente Ítalo Feola | Corinthians       | 4 – 2                   | Palmeiras           | Santos                       | Juventus                  |
| 1971 Detalhes | C.E. de Pirituba         | Fluminense        | 4 – 4 (pro) 4 – 3 (pen) | Botafogo            | Ponte Preta                  | Nacional-SP               |
| 1972 Detalhes | Pacaembu                 | Nacional-SP       | 2 – 1                   | Internacional       | Guarani                      | São Paulo                 |
| 1973 Detalhes | Parque São Jorge         | Fluminense        | 2 – 0 (pro)             | Corinthians         | São Paulo                    | Grêmio                    |
| 1974 Detalhes | Pacaembu                 | Internacional     | 2 – 1 (pro)             | Portuguesa          | Campo Grande                 | Palmeiras                 |
| 1975 Detalhes | Pacaembu                 | Atlético Mineiro  | 0 – 0 (pro) 5 – 3 (pen) | Ponte Preta         | América Mineiro              | Palmeiras                 |
| 1976 Detalhes | Parque São Jorge         | Atlético Mineiro  | 1 – 0                   | Corinthians         | Cruzeiro                     | Portuguesa                |
| 1977 Detalhes | Morumbi                  | Fluminense        | 2 – 1 (pro)             | Ponte Preta         | Internacional                | Juventus-SP               |
| 1978 Detalhes | Pacaembu                 | Internacional     | 0 – 0 5 – 4 (pen)       | Corinthians         | Palmeiras                    | Santos                    |
| 1979 Detalhes | Canindé                  | Marília           | 2 – 1                   | Fluminense          | Portuguesa                   | Juventus-SP               |
| 1980 Detalhes | Pacaembu                 | Internacional     | 3 – 0                   | Atlético Mineiro    | Matsubara                    | Corinthians               |
| 1981 Detalhes | Pacaembu                 | Ponte Preta       | 1 – 0                   | São Paulo           | Internacional (3.º lugar)    | Santos (4.º lugar)        |
| 1982 Detalhes | Pacaembu                 | Ponte Preta       | 2 – 1                   | Santos              | Atlético Mineiro (3.º lugar) | Palmeiras (4.º lugar)     |
| 1983 Detalhes | Palestra Itália          | Atlético Mineiro  | 2 – 1                   | Botafogo-SP         | Grêmio (3.º lugar)           | Santos (4.º lugar)        |
| 1984 Detalhes | Canindé                  | Santos            | 2 – 1                   | Corinthians         | São Paulo (3.º lugar)        | Nacional-SP (4.º lugar)   |
| 1985 Detalhes | Pacaembu                 | Juventus-SP       | 1 – 0                   | Guarani             | Internacional (3.º lugar)    | Santos (4.º lugar)        |
| 1986 Detalhes | Pacaembu                 | Fluminense        | 2 – 0                   | Ponte Preta         | Juventus-SP (3.º lugar)      | América-SP (4.º lugar)    |
| 1987 | Não foi disputada        | Não foi disputada | Não foi disputada       | Não foi disputada   | Não foi disputada            | Não foi disputada         |
| 1988 Detalhes | Olímpico da USP          | Nacional-SP       | 3 – 0                   | América-SP          | Joinville (3.º lugar)        | Matsubara (4.º lugar)     |
| 1989 Detalhes | Pacaembu                 | Fluminense        | 1 – 0                   | Juventus-SP         | Internacional (3.º lugar)    | Portuguesa (4.º lugar)    |
| 1990 Detalhes | Pacaembu                 | Flamengo          | 1 – 0                   | Juventus-SP         | São Paulo (3.º lugar)        | Internacional (4.º lugar) |
| 1991 Detalhes | Pacaembu                 | Portuguesa        | 4 – 0                   | Grêmio              | São Paulo (3.º lugar)        | Goiás (4.º lugar)         |
| 1992 Detalhes | Pacaembu                 | Vasco da Gama     | 1 – 1 5 – 3 (pen)       | São Paulo           | Santa Tereza (3.º lugar)     | Corinthians (4.º lugar)   |
| 1993 Detalhes | Pacaembu                 | São Paulo         | 4 – 3                   | Corinthians         | Vitória (3.º lugar)          | Portuguesa (4.º lugar)    |
| 1994 Detalhes | Pacaembu                 | Guarani           | 1 – 1 (pro) 3 – 0 (pen) | São Paulo           | Internacional (3.º lugar)    | Londrina (4.º lugar)      |
| 1995 Detalhes | Canindé                  | Corinthians       | 3 – 2 (pro)             | Ponte Preta         | GE Novorizontino (3.º lugar) | São Paulo (4.º lugar)     |
| 1996 Detalhes | Pacaembu                 | América Mineiro   | 2 – 1                   | Cruzeiro            | Paulista (3.º lugar)         | Nacional-SP (4.º lugar)   |
| 1997 Detalhes | Canindé                  | Lousano Paulista  | 1 – 1 (pro) 4 – 3 (pen) | Corinthians         | Santos (3.º lugar)           | Guarani (3.º lugar)       |
| 1998 Detalhes | Morumbi                  | Internacional     | 1 – 1 (pro) 4 – 3 (pen) | Ponte Preta         | Cruzeiro (3.º lugar)         | Flamengo (4.º lugar)      |
| 1999 Detalhes | Pacaembu                 | Corinthians       | 1 – 0                   | Vasco da Gama       | América Mineiro (3.º lugar)  | Ponte Preta (4.º lugar)   |
| 2000 Detalhes | Pacaembu                 | São Paulo         | 2 – 1                   | Juventus-SP         | Guarani (3.º lugar)          | Santos (4.º lugar)        |
| 2001 Detalhes | Pacaembu                 | Roma Barueri      | 4 – 4 6 – 5 (pen)       | São Paulo           | Primavera (3.º lugar)        | Bragantino (4.º lugar)    |
| 2002 Detalhes | Canindé                  | Portuguesa        | 1 – 0                   | Cruzeiro            | Ponte Preta (3.º lugar)      | Grêmio (3.º lugar)        |
| 2003 Detalhes | Pacaembu                 | Santo André       | 2 – 2 5 – 3 (pen)       | Palmeiras           | Inter de Limeira (3.º lugar) | Vasco da Gama (4.º lugar) |
| 2004 Detalhes | Pacaembu                 | Corinthians       | 2 – 0                   | São Paulo           | Coritiba                     | Palmeiras                 |
| 2005 Detalhes | Pacaembu                 | Corinthians       | 3 – 1                   | Nacional-SP         | Iraty                        | Paraná                    |
| 2006 Detalhes | Pacaembu                 | América-SP        | 0 – 0 3 – 1 (pen)       | Comercial           | Juventus-SP                  | Grêmio Barueri            |
| 2007 Detalhes | Pacaembu                 | Cruzeiro          | 1 – 1 6 – 5 (pen)       | São Paulo           | Atlético Paranaense          | São Bernardo              |
| 2008 Detalhes | Nicolau Alayon           | Figueirense       | 2 – 0                   | Rio Branco-SP       | Internacional                | São Paulo                 |
| 2009 Detalhes | Pacaembu                 | Corinthians       | 2 – 1                   | Atlético Paranaense | São Paulo                    | Avaí                      |
| 2010 Detalhes | Pacaembu                 | São Paulo         | 1 – 1 3 – 0 (pen)       | Santos              | Juventude                    | Palmeiras                 |
| 2011 Detalhes | Pacaembu                 | Flamengo          | 2 – 1                   | Bahia               | América Mineiro              | Desportivo Brasil         |
| 2012 Detalhes | Pacaembu                 | Corinthians       | 2 – 1                   | Fluminense          | Atlético Paranaense          | Coritiba                  |
| 2013 Detalhes | Pacaembu                 | Santos            | 3 – 1                   | Goiás               | Bahia                        | Palmeiras                 |
| 2014 Detalhes | Pacaembu                 | Santos            | 2 – 1                   | Corinthians         | Atlético Mineiro             | Fluminense                |
| 2015 Detalhes | Pacaembu                 | Corinthians       | 1 – 0                   | Botafogo-SP         | São Paulo                    | Palmeiras                 |
| 2016 Detalhes | Pacaembu                 | Flamengo          | 2 – 2 4 – 3 (pen)       | Corinthians         | Cruzeiro                     | América Mineiro           |
| 2017 Detalhes | Pacaembu                 | Corinthians       | 2 – 1                   | Batatais            | Paulista                     | Juventus-SP               |
| 2018 Detalhes | Pacaembu                 | Flamengo          | 1 – 0                   | São Paulo           | Internacional                | Portuguesa                |
| 2019 Detalhes | Pacaembu                 | São Paulo         | 2 – 2 3 – 1 (pen)       | Vasco da Gama       | Corinthians                  | Guarani                   |
| 2020 Detalhes | Pacaembu                 | Internacional     | 1 – 1 3 – 1 (pen)       | Grêmio              | Corinthians                  | Oeste                     |
| 2021 | Não foi disputada        | Não foi disputada | Não foi disputada       | Não foi disputada   | Não foi disputada            | Não foi disputada         |
| 2022 Detalhes | Allianz Parque           | Palmeiras         | 4 – 0                   | Santos              | São Paulo                    | América Mineiro           |
| 2023 Detalhes | Canindé                  | Palmeiras         | 2 – 1                   | América Mineiro     | Goiás                        | Santos                    |
| 2024 Detalhes | Neo Química Arena        | Corinthians       | 1 – 0                   | Cruzeiro            | Novorizontino                | Flamengo                  |
| 2025 Detalhes | Pacaembu                 | São Paulo         | 3 – 2                   | Corinthians         | Grêmio                       | Criciúma                  |
| Conquistou o título de forma invicta. |                          |                   |                         |                     |                              |                           |

Supercopa São Paulo de Futebol Júnior

### Títulos por clube
- Atualizado após a edição de 2025
- Não foram considerados os resultados das Supercopa São Paulo de Futebol Júnior de 1994 e 1995

| Clube                | Títulos                                                                | Vices                                                     |
| -------------------- | ---------------------------------------------------------------------- | --------------------------------------------------------- |
| Corinthians          | 11 (1969, 1970, 1995, 1999, 2004, 2005, 2009, 2012, 2015, 2017 e 2024) | 9 (1973, 1976, 1978, 1984, 1993, 1997, 2014, 2016 e 2025) |
| São Paulo            | 5 (1993, 2000, 2010, 2019 e 2025)                                      | 7 (1981, 1992, 1994, 2001, 2004, 2007 e 2018)             |
| Fluminense           | 5 (1971, 1973, 1977, 1986 e 1989)                                      | 2 (1979 e 2012)                                           |
| Internacional        | 5 (1974, 1978, 1980, 1998 e 2020)                                      | 1 (1972)                                                  |
| Flamengo             | 4 (1990, 2011, 2016 e 2018)                                            | 0                                                         |
| Santos               | 3 (1984, 2013 e 2014)                                                  | 3 (1982, 2010 e 2022)                                     |
| Atlético Mineiro     | 3 (1975, 1976 e 1983)                                                  | 1 (1980)                                                  |
| Ponte Preta          | 2 (1981 e 1982)                                                        | 5 (1975, 1977, 1986, 1995 e 1998)                         |
| Palmeiras            | 2 (2022 e 2023)                                                        | 2 (1970 e 2003)                                           |
| Nacional-SP          | 2 (1972 e 1988)                                                        | 2 (1969 e 2005)                                           |
| Portuguesa           | 2 (1991 e 2002)                                                        | 1 (1974)                                                  |
| Juventus-SP          | 1 (1985)                                                               | 3 (1989, 1990 e 2000)                                     |
| Cruzeiro             | 1 (2007)                                                               | 3 (1996, 2002 e 2024)                                     |
| Vasco da Gama        | 1 (1992)                                                               | 2 (1999 e 2019)                                           |
| Guarani              | 1 (1994)                                                               | 1 (1985)                                                  |
| América Mineiro      | 1 (1996)                                                               | 1 (2023)                                                  |
| América-SP           | 1 (2006)                                                               | 1 (1988)                                                  |
| Marília              | 1 (1979)                                                               | 0                                                         |
| Paulista             | 1 (1997)                                                               | 0                                                         |
| Roma                 | 1 (2001)                                                               | 0                                                         |
| Santo André          | 1 (2003)                                                               | 0                                                         |
| Figueirense          | 1 (2008)                                                               | 0                                                         |
| Grêmio               | 0                                                                      | 2 (1991 e 2020)                                           |
| Botafogo-SP          | 0                                                                      | 2 (1983 e 2015)                                           |
| Botafogo-RJ          | 0                                                                      | 1 (1971)                                                  |
| Comercial-SP         | 0                                                                      | 1 (2006)                                                  |
| Rio Branco-SP        | 0                                                                      | 1 (2008)                                                  |
| Athletico Paranaense | 0                                                                      | 1 (2009)                                                  |
| Bahia                | 0                                                                      | 1 (2011)                                                  |
| Goiás                | 0                                                                      | 1 (2013)                                                  |
| Batatais             | 0                                                                      | 1 (2017)                                                  |

### Títulos por federação
- Atualizado após a edição de 2025
- Não foram considerados os resultados das Supercopa São Paulo de Futebol Júnior de 1994 e 1995

| Estado | Títulos | Vices |
| ------ | ------- | ----- |
| SP     | 34      | 39    |
| RJ     | 10      | 5     |
| MG     | 5       | 5     |
| RS     | 5       | 3     |
| SC     | 1       | 0     |
| PR     | 0       | 1     |
| BA     | 0       | 1     |
| GO     | 0       | 1     |

### Campanha dos clubes estrangeiros
| Ano  | Time                       | J | V | E | D | GM | GS | SG |
| ---- | -------------------------- | - | - | - | - | -- | -- | -- |
| 1980 | Providência                | 3 | 0 | 0 | 3 | 1  | 8  | -7 |
| 1981 | Vélez Sarsfield            | 3 | 0 | 2 | 1 | 2  | 3  | -1 |
| 1982 | Vélez Sarsfield            | 3 | 0 | 1 | 2 | 5  | 8  | -3 |
| 1985 | Bayern de Munique          | 3 | 1 | 0 | 2 | 3  | 9  | -6 |
| 1988 | Universidad de Guadalajara | 3 | 1 | 0 | 2 | 2  | 5  | -3 |
| 1993 | Boca Juniors               | 3 | 0 | 0 | 3 | 0  | 7  | -7 |
| 1993 | Peñarol                    | 3 | 0 | 1 | 2 | 2  | 5  | -3 |
| 1994 | Cerro Porteño              | 3 | 1 | 0 | 2 | 3  | 8  | -5 |
| 1994 | Nagoya Grampus             | 3 | 1 | 0 | 2 | 6  | 13 | -7 |
| 1995 | Japão Sub-20               | 3 | 1 | 0 | 2 | 6  | 8  | -2 |
| 1996 | Tokyo Verdy                | 3 | 0 | 0 | 3 | 3  | 11 | -8 |
| 1997 | Cerro Porteño              | 3 | 0 | 2 | 1 | 1  | 5  | -4 |
| 1997 | China Sub-20               | 3 | 1 | 0 | 2 | 4  | 7  | -3 |
| 2010 | Al-Hilal                   | 3 | 0 | 1 | 2 | 2  | 4  | -2 |
| 2014 | Kashiwa Reysol[MC]         | 4 | 2 | 1 | 1 | 8  | 7  | +1 |
| 2016 | Pérolas Negras             | 3 | 0 | 0 | 3 | 2  | 6  | -4 |
| 2017 | Pérolas Negras             | 3 | 1 | 0 | 2 | 2  | 5  | -3 |

- MC. ^ O Kashiwa Reysol, na edição de 2014, foi o time com a melhor campanha entre as equipes estrangeiras que participaram da Copinha, chegando até a segunda fase. As demais não passaram da primeira fase[10]

Fonte:

## Maiores goleadas
Durante a história da competição houve nove vezes um placar superior a 10 gols de diferença. A primeira vez ocorreu, em 1974.
| 28 de outubro de 1974 | Cruzeiro                                                                         | 14 – 0 | Vasco de Itapecerica | São Paulo               |  |
|                       | Alexandre , · Paulo Cesar , · Juarez , · Luis · Adinam · Maurício · ??? · Moraes |        |                      | Estádio: Nicolau Alayon |  |

| 9 de janeiro de 2010 | Santana | 0 – 14 | Santo André | Indaiatuba                                        |  |
| 14:00                |         |        | Clayton 15' · Givanildo 20', 27', 57', 73', 73' · Anderson 33' (pen) 44' (pen) · Paulo Vitor 39' · Rafael 41' · 56' · Matheus 66' · Luiz Muller 81' · Daniel 87' · Alex 89' | Estádio: Ítalo Mário Limongi Árbitro: Eduardo Dul |  |

| 9 de janeiro de 2000 | São Raimundo | 0 – 12 | Juventus | Sorocaba                |
|                      |              |        |          | Estádio: Walter Ribeiro |

| 10 de janeiro de 2007 | Comerciário | 0 – 12 | Internacional | Barueri             |
|                       |             |        |               | Estádio: Vila Porto |

| 13 de janeiro de 2008 | Nacional | 12 – 0 | Ypiranga-AP | Piracicaba                    |
|                       |          |        |             | Estádio: Barão de Serra Negra |

| 8 de janeiro de 2014 | Imagine | 0 – 12 | Vitória | Guarulhos                                        |  |
| 16:00                |         |        | Guilherme 18', 36', 61', 67', 82' · Rafaelson 40', 87' · Léo Ceará 48', 73' · Rafael 65' · Alex 90' · Wellington 90+2' | Estádio: Ninho do Corvo Árbitro: Édilar Ferreira |  |

| 8 de janeiro de 2022 | Rio Claro | 0 – 12 | Vasco da Gama | Santana de Parnaíba                                          |  |
| 14:00                |           |        |               | Estádio: Estádio Municipal Prefeito Gabriel Marques da Silva |  |

| 6 de janeiro de 2008 | Grêmio | 12 – 1 | Ypiranga-PE | São Bernardo do Campo     |
|                      |        |        |             | Estádio: Primeiro de Maio |

| 9 de janeiro de 2023 | Tupã | 0 – 10 | Cuiabá | Tupã             |
|                      |      |        |        | Estádio: Alonsão |

## Particularidades
- Em 1994, a Federação Paulista organizou a 1ª Supercopa São Paulo de Futebol Júnior, contendo apenas campeões e vices de edições anteriores. Tendo como vitorioso Atlético Mineiro.
- Em 1995, seguindo o mesmo esquema, a Federação Paulista organizou a segunda edição da Supercopa São Paulo de Futebol Júnior, tendo como vitorioso nesta única edição o Palmeiras, que participou como vice-campeão de 1970, ao vencer na final o São Paulo, num jogo que ficou marcado pela batalha campal promovida por facções de torcedores após o jogo, que resultou na morte de um torcedor são-paulino.
- O Flamengo possui o melhor aproveitamento em finais, vencendo as quatro decisões que disputou (1990, 2011, 2016 e 2018).
- A Copinha só não foi realizada em 1987, por falta de interesse do então prefeito Jânio Quadros, e em 2021, por conta da pandemia de COVID-19.
- Nem sempre a decisão da Copa SP aconteceu exatamente em 25 de janeiro. Houve casos em que a competição foi disputada antes do mês de janeiro, ou seja, em dezembro do ano anterior: 1981 (23 de dezembro de 1980), 1982 (19 de dezembro de 1981) e 1983 (18 de dezembro de 1982). A disputa chegou a ser decidida em 19 de janeiro (1989), 20 de janeiro (1979, 1980 e 1985), 22 de janeiro (1984), 23 de janeiro (1976 e 1977), 24 de janeiro (1988), 26 de janeiro (1986, 1991 e 1997), 31 de janeiro (1990) e até em 21 de fevereiro (1975) e em 6 de março (1971).
- A decisão de 1977 entre Ponte Preta e Fluminense foi marcada por duas peculiaridades: foi a primeira vez que uma final da Copinha era disputada no Estádio do Morumbi e o jogo serviu também como preliminar do amistoso internacional entre Brasil e Bulgária, que foi vencido pela Seleção Brasileira por 1 a 0.
- Em onze oportunidades, o Campeão da Copa São Paulo teve 100% de aproveitamento nos seus jogos:
  - Atlético Mineiro em 1976: 3 partidas
  - Internacional em 1980: 6 partidas
  - Portuguesa em 1991: 9 partidas
  - Corinthians em 1999: 7 partidas
  - São Paulo em 2000: 7 partidas
  - Corinthians em 2012: 8 partidas[11]
  - Santos em 2014: 8 partidas
  - Corinthians em 2015: 8 partidas[12]
  - Corinthians em 2017: 9 partidas
  - Palmeiras em 2023: 9 partidas
  - Corinthians em 2024: 9 partidas
- Lista de Bicampeões consecutivos da Copa São Paulo:
  - Corinthians (1969, 1970)
  - Atlético-MG (1975, 1976)
  - Ponte Preta (1981, 1982)
  - Corinthians (2004, 2005)
  - Santos (2013, 2014)
  - Palmeiras (2022, 2023)
- Só em cinco anos os times paulistas não estiveram presentes nas finais. Nestas ocasiões houve confrontos entre:
  - Fluminense e Botafogo em 1971, ambos cariocas e o campeão foi o Fluminense.
  - Internacional e Atlético Mineiro em 1980, entre mineiros e gaúchos e o campeão foi o Internacional.
  - América Mineiro e Cruzeiro em 1996, ambos mineiros e o campeão foi o América-MG.
  - Flamengo e Bahia em 2011, entre cariocas e baianos e o campeão foi o Flamengo.
  - Internacional e Grêmio em 2020, ambos gaúchos e o campeão foi o Internacional.
- O Bahia foi o primeiro clube do Nordeste a chegar na final da Copinha, na edição de 2011.
- O Bahia também foi o primeiro clube do Nordeste a participar da Copinha. Tal fato aconteceu na edição de 1972.
- O Goiás foi o primeiro clube da região centro-oeste a chegar na final da competição, na edição de 2013.
- O Rondonópolis e o Goiás são os únicos times da região Centro-Oeste a ter um artilheiro na Copa São Paulo de Futebol Júnior: Valdívia na edição de 2012 e Erik na edição de 2013, ambos marcaram oito gols.
- Na edição de 2014, pela primeira vez, uma empresa adquiriu os naming rights da competição, foi a japonesa Hitachi.[13]
- Durante a 1ª Fase da edição de 2015, tanto no jogo Tanabi 1x2 Mirassol, pelo grupo A, quanto no jogo Catanduvense 2x2 Náutico, pelo grupo C, aconteceram gols olímpicos no mesmo minuto de jogo (41' do 2° tempo)[14][15] e foram disputados no mesmo dia e hora (7 de janeiro, às 14h00).
- Por dois anos consecutivos Santos e América-mg se enfrentaram; em 2022 na cidade de São Caetano do Sul, o Santos derrotou por 3 a 0 o clube mineiro; em 2023 pelo mesmo resultado o América Mineiro derrotou o Santos que jogou em seu estádio